# Captal de Buch
Il titolo di Captal de Buch designa i signori che regnarono dal medioevo alla rivoluzione francese sul Captalat de Buch, una provincia meridionale del Pays de Buch che raggruppa gli odierni comuni di Arcachon, La Teste-de-Buch e Gujan-Mestras.

## Dinastie
Quattro famiglie si sono susseguite al comando del Captalat de Buch :
- La famiglia de Bordeaux (dal 1274 al 1328)
Ricca famiglia che occupava già un rango privilegiato nell'XI secolo a Bordeaux.
- La famiglia de Grailly (dal 1328 al 1593)
I Grailly sono originari del pays de Gex nell'antica Borgogna e possedevano anche terre in Savoia. Essi non erano in Guascogna che da tre generazioni, quando un matrimonio con l'ultima ereditiera dei conti di Bordeaux apportò loro tutti i beni di quest'ultima nel Pays de Buch.
- La famiglia d'Epernon (dal 1593 al 1713)
Gli Épernon non erano più guasconi. Originari della Linguadoca, essi acquisirono le terre del Captalat esattamente come i de Grailly: tramite matrimonio
- La famiglia d'Amanieu de Ruat (dal 1713 al 1803)
Il Captalat entra nella famiglia de Ruat (l'unica originaria della regione), né tramite matrimonio, né per eredità, ma con l'acquisto dall'ultimo dei Foix-Grailly, che il 13 agosto 1713 Jean-Baptiste Amanieu de Ruat, barone d'Audenge, consigliere del re nella corte de Parlamento di Bordeaux.

## Casa di Bordeaux

### Pierre Amanieu de Bordeaux (Pey-Amanèu de Bordeaux)
Primo membro della famiglia di Bordeaux che si fregiò del titolo di Captal de Buch nel 1274.
Morì senza eredi diretti il 20 maggio 1300.

### Pierre de Bordeaux, dettole Massip(Pey de Bordeaux)
Barone di Certes, ereditando nel 1300 da suo zio il Captalat de Buch, divenne il signore più potente del Pays de Buch. Come lo zio, morì privo di eredi diretti. Tutti i beni della famiglia passarono alla sorella Assalhide di Bordeaux

### Assalhide de Bordeaux
Captale de Buch, sorella di Pierre de Bordeaux, Assahilde sposò Pierre II de Grailly nel 1307 e morì nel 1328.

## Casa de Grailly

### Giovanni II di Grailly (Johan II de Grailly)
Figlio di Assalhide e di Pietro II,  fu Captal de Buch dal 1328 al 1343; sposò Bianca di Foix.

### Giovanni III di Grailly (Johan III de Grailly)
Fu il più illustre dei Captal de Buch. Per parte di madre discendeva dal re di Francia Luigi VIII. Fu un vassallo fedele del re d'Inghilterra, duca d'Aquitania. Egli fu al fianco di Edoardo di Woodstock, detto "il Principe Nero", nella battaglia di Poitiers, nella quale venne fatto prigioniero il re di Francia Giovanni II. Catturato da Bertrand du Guesclin nel corso della battaglia di Cocherel nel 1364, riebbe la sua libertà fungendo da intermediario fra il re di Francia ed il re di Navarra. Fu nuovamente fatto prigioniero a Soubise il 23 agosto 1372 e morì a Parigi nel 1376, ancora prigioniero del re di Francia. Egli designò suo erede lo zio Arcibaldo di Grailly.

### Arcimbaldo di Grailly
Captal de Buch nel 1376, Arcibaldo di Grailly sposò Isabella di Foix nel 1380. Questo matrimonio gli portò in dote le contee di Foix, quella di Castelbon, la Bigorre, il Marsan ed il Béarn, che gli pervennero dopo la morte di Matteo di Foix-Béarn, conte di Foix il 5 agosto 1398. Il siniscalco di Tolosa tra il 1389 e il 1403, Colard d'Estouteville, mise le mani del re sulla contea e ricevette l'ordine d'invaderla il 19 agosto. Finalmente le lettere di remissione del 10 marzo 1401 accordarono l'eredità a Isabella di Foix ed a suo marto.
Tutti i loro discendenti lasciarono il nome di de Grailly per quello di Foix, che nel Pays de Buch si chiamarono "Foix-Grailly". Arcimbaldo morì nel 1411.

### Gastone I di Foix-Grailly
Captal de Buch nel 1411, Gastone Ier combatté valorosamente ad  Azincourt nelle file inglesi. Dopo il trattato di Fronsac (12 giugno 1451) Gastone, per non prestar giuramento al re di Francia, concluse con questi un accordo privato, quindi vendette i suoi beni in Guascogna, fra i quali il Captalat de Buch, parte al nipote, conte di Foix, vassallo del re di Francia e parte al conte di Dunois. Alla morte di Carlo VII nel 1461, e dopo la fine del dominio inglese sulla Guyenne,  re Luigi XI rese, per motivi politici, il Captalat a Giovanni di Foix, comune di Candale.

### Giovanni di Foix-Candale-Grailly, conte di Candale
Divenuto Captal nel 1461, tornò nel Pays de Buch sette anni di prigionia nel castello di Taillebourg in Saintonge a seguito della battaglia di Castillon e dopo un soggiorno in Inghilterra. Egli sposò Margherita di Suffolk Kandall, discendente del re Edoardo III, il che consentì ai Foix-Grailly di aggiungere ai loro titoli quello di conte di Candale. Giovanni morì nel 1485, lasciando il Captalat a suo figlio.
Nel 1468 aveva riconosciuto il diritto di silvicoltura della foresta di La Teste-de-Buch (forêt usagère) agli abitanti del Captalat, che è tutt'oggi ancora in vigore nella foresta di La Teste de Buch.

### Gastone II di Foix-Grailly-Candale
Fu Captal dal 1485 al 1500. Ebbe tre figli da Caterina di Foix: Gastone, che gli successe come Captal, Giovanni, che fu arcivescovo di Bordeaux dal 1501 al 1529, e Anna, che divenne regina sposando Ladislao, che era re d'Ungheria e di Boemia.

### Gastone III di Foix-Grailly-Candale
Gastone III, detto le boiteux (lo zoppo), fu Captal dal 1500 al 1536.

### Federico di Foix-Grailly-Candale
Captal de Buch dal 1536 al 1571, utilizzò la sua fortuna nella lotta contro i protestanti. Nel 1550 donò in perpetuo agli abitanti il diritto di pascolo sui terreni incolti del Captalat, con riserva di un diritto di recupero nel caso in cui un acquirente si presentasse per mettere il terreno a coltura.

### Enrico di Foix-Grailly-Candale
Figlio di Federico di Foix-Grailly-Candale e di Françoise de la Rouchefoucaud, era appena succeduto al padre nel 1571, quando, l'anno successivo, venne ucciso nell'assedio di Sommières, località della Linguadoca, tenuta dai protestanti. Sposato a Maria di Montmorency, figlia del Connestabile di Francia, Anne de Montmorency, duca di Montmorency, lasciò due figli minorenni, Francesco e Margherita. Il Captalat fu retto per il periodo della minor età dei figli dallo zio e tutore Enrico-Francesco, vescovo di Aire.

### Enrico-Francesco di Foix-Grailly-Candale
Fu Captal nel 1572, quando assunse la tutela del nipote Enrico, e si ritirò nel 1587, allorché la nipote Margherita sposò il duca di Epernon.

## Casato d'Épernon

### Margherita di Foix e Jean Louis de Nogaret de La Valette d' Épernon
Margherita sposò il duca d'Epernon il 23 agosto 1587 e morì sei anni dopo.

Jean-Louis d'Epernon non avrebbe dovuto che amministrare il Captalat fino alla maggiore età del suo figlio primogenito Henry.
Di fatto però egli si comportò come se fosse stato l'erede della propria moglie. Pari di Francia, colonnello-generale di fanteria, ammiraglio di Francia, governatore della Guienna, fu un gran signore. Egli donò agli abitanti la cappella del suo castello affinché divenissa chiesa parrocchiale, in sostituzione di quella che era stata ricoperta dalle sabbie. Morì nel 1642 all'età di 88 anni.

### Bernardo di Nogaret de La Valette d'Épernon
Bernardo d'Epernon era il figlio cadetto di Jean Louis, essendo il fratello primogenito deceduto nel 1639. Egli fu l'ultimo Captal della famiglia d'Épernon, poiché il suo unico figlio gli premorì. Egli sposò in prime nozze Gabriella Angelica, figlia illegittima di Enrico IV e di Catherine Henriette de Balzac d'Entragues, che tuttavia morì nel 1627 dopo avergli dato un figlio, Louis-Charles de Nogaret (1627 - 1658). Nel 1634 sposò in seconde nozze Marie de Cambaut de Coislin, nipote del cardinale Richelieu.
Bernardo d'Epernon partecipò come colonnello generale di fanteria alle ultime guerre contro i protestanti e successivamente a quella contro la Spagna dal 1635 al 1638. Condannato a morte a seguito della mancata conquista di Hondarribia del 1638, andò in esilio in Inghilterra per poi venir graziato dal cardinale Mazzarino nel 1643. Successe al padre come governatore di Guienna. Incaricato di contenere gli esponenti bordolesi della Fronda diretti dal Parlamento, ne provocò la capitolazione. Molto impopolare in Guascogna, lasciò Bordeaux per Parigi, ove morì nel 1661.
Lasciò per testamento tutti i suoi beni alla famiglia di Foix-Candale.

## Casato di Foix-Grailly-Candale

### Maria di Foix-Candale
Figlia di Battista-Gastone, Maria di Foix-Candale ereditò il Captalat, ma lo tenne per poco e fu ereditato dallo zio Enrico di Foix-Candale.

### Enrico-Francesco di Foix-Candale
Prese possesso dei suoi beni, tra i quali il Captalat, nel 1684. Era una persona amabile e considerato un epicureo. Non per questo meno geloso dei propri diritti, s'impadronì del carico del vascello "le Saint Pierre", arenatosi sulla spiaggia di Porge nel 1697, benché questo privilegio, accordato ai Captal de Buch dal re d'Inghilterra non fosse più tollerato dopo la Grande ordinanza della Marina regia del 1681. Ultimo Captal della famiglia de Grailly, vendette nel 1713 il Captalat a Jean-Baptiste Amanieu de Ruat.

## Casato d'Amanieu de Ruat

### Giovanni Battista Amanieu de Ruat
Nato nel 1676, sposò nel 1702 Marie-Colombe Bauduer ed in seconde nozze Dubreuilh de Fonréaux. Venne presto a conflitto con la popolazione, in particolare con i marittimi di La Teste. Egli è considerato come uno dei precursori della stabilizzazione delle dune in Aquitainia e fece alcuni tentativi di stabilizzazione con la messa a dimora di pini marittimi a La Teste-de-Buch. Fu in quel periodo che i Ruat cessarono di essere baroni di Audenge e Le Teich venne integrato nelle terre dei Ruat, pur non facendo parte del Captalat.
Giovanni Battista Amanieu morì nel 1736 e fu sepolto nella chiesa di Le Teich.

### François-Alain Amanieu de Ruat
Nato nel 1716, sposò Jeanne Ferrande de Lalande. La necessità di denaro liquido gli fece vendere parti delle Landes del Teich a un certo Nézer, che tentò di porle a coltura. Egli continuò la lotta contro le sabbie vaganti intrapresa dal padre ed inviò numerose memorie all'Intendente di Guienna riguardo alla «…necessità di fermare le devastazioni che vengono provocate quotidianamente dalle sabbie del mare sulle coste di La Teste de Buch ed i mezzi per prevenirle.»
François-Alain Amanieu de Ruat morì nel 1776 e fut sepolto nella chiesa di Saint Christoly a Bordeaux.

### François Amanieu de Ruat
François Amanieu de Ruat sposò nel 1773 Blanche de Laroze. Suo fu il merito di essere stato il primo a piantumare le dune sulle coste settentrionali e meridionali del bacino di Arcachon,
L'ingegner Brémontier non fece altro che la sua opera. Nel 1793 fu incarcerato per qualche tempo nella prigione delle Ursuline a Bordeaux e successivamente liberato. Non essendo emigrato, egli conservò i suoi beni che non gli erano pervenuti come diritto feudale. Ultimo Captal de Buch, morì a Bordeaux nel 1803.